# Cornelia Hanischová
Cornelia Hanischová (* 12. červen 1952 Frankfurt nad Mohanem, Německo) je bývalá západoněmecká a německá sportovní šermířka, která se specializovala na šerm fleretem.
Západní Německo reprezentovala v sedmdesátých a osmdesátých letech. Na olympijských hrách startovala v roce 1976 a 1984 v soutěži jednotlivkyň a družstev. V roce 1980 přišla o start na olympijských hrách kvůli bojkotu. V soutěži jednotlivkyň získala na olympijských hrách 1984 stříbrnou olympijskou medaili. V roce 1979, 1981 a 1985 získala v soutěži jednotlivkyň titul mistryně světa a v roce 1983 titul mistryně Evropy. Se západoněmeckým družstvem fleretistek vybojovala na olympijských hrách 1984 zlatou olympijskou medaili a s družstvem fleretistek vybojovala v roce 1985 titul mistryň světa.